# Hylodes otavioi
Hylodes otavioi é uma espécie de anfíbio anuro  da família Leptodactylidae, descoberta em 1982.
É endémica da Serra do Espinhaço, no estado brasileiro de Minas Gerais.
Os seus habitats naturais são: regiões subtropicais ou tropicais húmidas de alta altitude e rios.Está ameaçada por perda de habitat.
Todas as localidades em que essa espécie habita estão em áreas protegidas.